# Vijfsterrenbeweging
De Vijfsterrenbeweging (Italiaans: MoVimento 5 Stelle, afgekort M5S) is een politieke partij in Italië. De partij is opgericht door activist, blogger, komiek, acteur en politicus Beppe Grillo, die partijleider was, totdat hij op 23 september 2017 het stokje doorgaf aan Luigi Di Maio. Bij de parlementsverkiezingen van 4 maart 2018 werd de Vijfsterrenbeweging de grootste partij en vormde nadien met Lega de Italiaanse regering.

## De partij
De partij is eurosceptisch, populistisch, ecologisch en pleit voor directe democratie. Volgens Grillo rekent de partij ook af met de klassieke Italiaanse politiek van links en rechts. De partij strijdt tegen corruptie en schandalen in de Italiaanse politiek. De partij wordt ook omschreven als een big tent, een partij die niet uitgesproken links of rechts is.

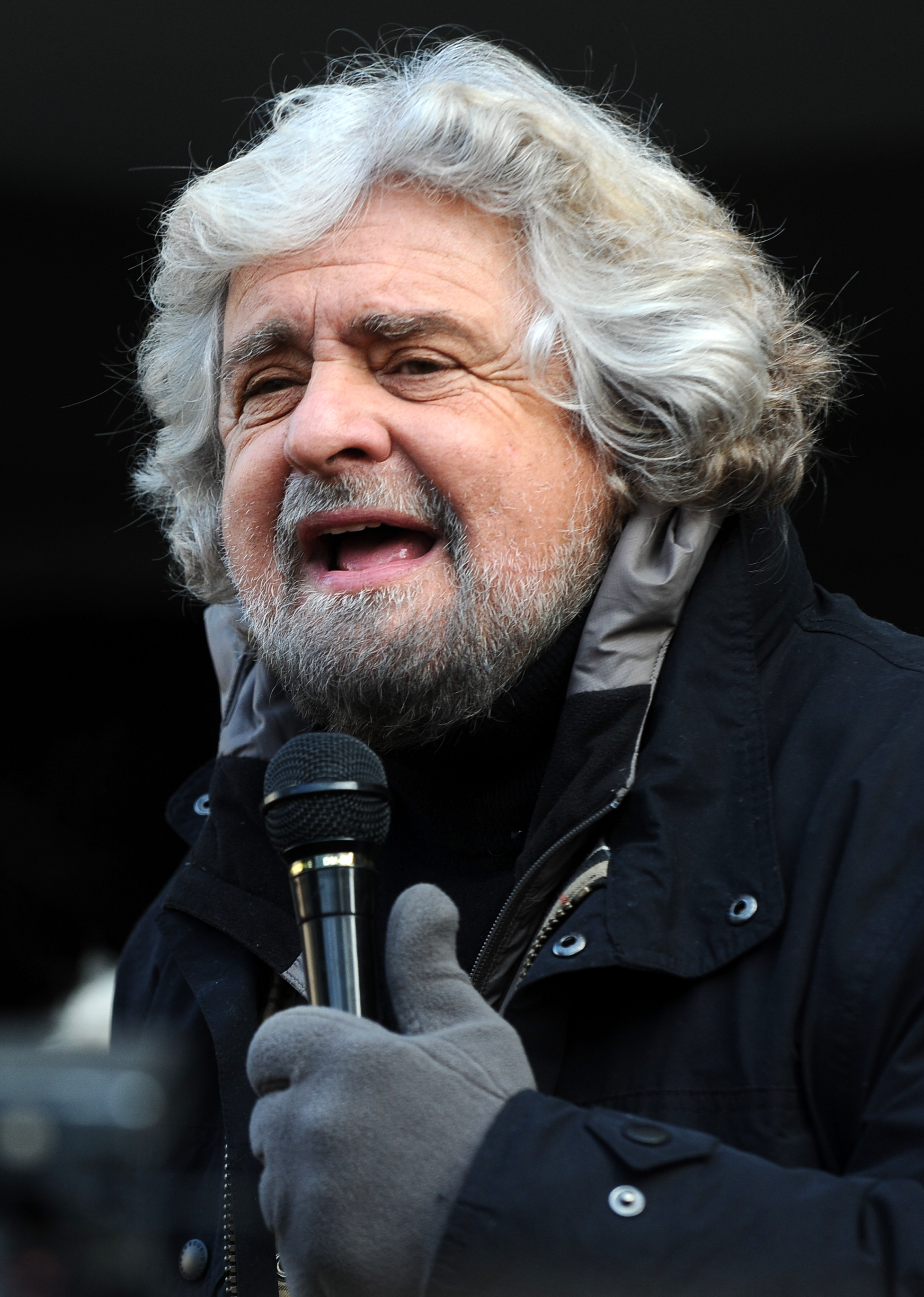
Oprichter Beppe Grillo

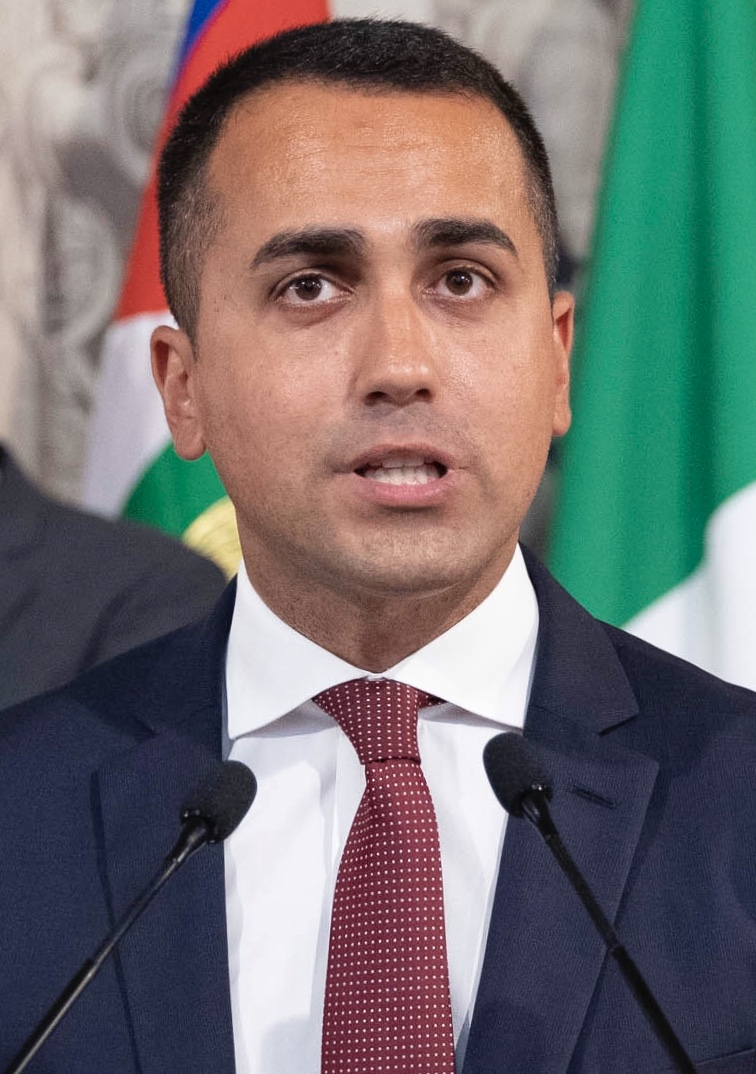
Voormalig partijleider Luigi Di Maio

## Verkiezingen

### Regionale verkiezingen van 2010
In de regionale verkiezingen van 2010 behaalde de Vijfsterrenbeweging opmerkelijke resultaten in vijf regio's met kandidaten voor het voorzitterschap: Giovanni Favia kreeg 7,0% van de stemmen in Emilia-Romagna (6,0% voor de lijst, 2 regionale raadsleden verkozen), Davide Bono 4,1% in Piëmont (3,7%, 2 raadsleden), David Borrelli 3,2% in Veneto (2,6%, geen raadsleden), Vito Crimi 3,0% in Lombardije (2,3%, geen raadsleden) en Roberto Fico 1,3% in Campania (1,3%, geen raadsleden).

### Lokale verkiezingen van 2012
Tijdens de lokale verkiezingen van 2012 deed de Vijfsterrenbeweging het goed in verschillende steden in het noorden, met name in Genua (14,1%), Verona (9,5%), Parma (19,9%), Monza (10,2%), en Piacenza (10,0%). In de verkiezingen voor het burgemeesterschap, won de partij in Parma met (60,2%), Mira (52,5%), en Comacchio (69,2%).

### Italiaanse landelijke verkiezingen van 2013
De partij deed mee aan de landelijke verkiezingen van februari 2013. De Vijfsterrenbeweging zou volgens de peiling van 8 februari 2013 18,8% van de stemmen krijgen. De partij behaalde bij de verkiezingen van 24 en 25 februari uiteindelijk een opmerkelijk hoge score, namelijk 25,56% van de stemmen in de Kamer van Afgevaardigden en werd daarmee in één keer de grootste partij van Italië (tweede werd de sociaaldemocratische Democratische Partij (PD) met 25,42%). Omdat de andere partijen meestal in coalities optreden vanwege de Italiaanse kieswet die deze coalities voortrekt, lijkt het alsof de Vijfsterrenbeweging derde werd. In de senaat haalde de partij 23,8% van de stemmen. Met behulp van de kieswet behaalde de linkse coalitie met slechts 29% van de stemmen de absolute meerderheid in de Kamer. De M5S kreeg 109 afgevaardigden in de Kamer en 54 senatoren; in juli 2014 was hun aantal geslonken naar 104 afgevaardigden en 40 senatoren, omdat sommigen de fracties verlaten hadden en anderen geroyeerd werden.
Kamer van Afgevaardigden:
| Coalitie                               | Percentage | Zetels |
| -------------------------------------- | ---------- | ------ |
| Centrumlinks (kandidaat: Bersani)      | 29,5       | 344    |
| Centrumrechts (kandidaat: Berlusconi)  | 29,2       | 126    |
| MoVimento 5 Stelle (kandidaat: Grillo) | 25,6       | 109    |
| Centrum (kandidaat: Monti)             | 5,6        | 48     |

Senaat:
| Coalitie                               | Zetels |
| -------------------------------------- | ------ |
| Centrumlinks (kandidaat: Bersani)      | 105    |
| Centrumrechts (kandidaat: Berlusconi)  | 98     |
| MoVimento 5 Stelle (kandidaat: Grillo) | 54     |
| Centrum (kandidaat: Monti)             | 18     |

### Italiaanse parlementsverkiezingen 2018
Bij de parlementsverkiezingen van 4 maart 2018 behaalden ze samen met Lega een meerderheid die een regering vormde eind mei van dat jaar. Giuseppe Conte, die reeds op 23 mei mandaat kreeg om als premier een regering te vormen, komt van geen van beide coalitiegenoten.
Kamer van Afgevaardigden:
| Coalitie            | Percentage | Zetels |
| ------------------- | ---------- | ------ |
| Centrumrechts       | 37,0       | 265    |
| Vijfsterrenbeweging | 32,7       | 227    |
| Centrumlinks        | 22,9       | 122    |

Senaat:
| Coalitie            | Percentage | Zetels |
| ------------------- | ---------- | ------ |
| Centrumrechts       | 37,5       | 137    |
| Vijfsterrenbeweging | 32,2       | 112    |
| Centrumlinks        | 23,0       | 60     |